# Menno van Elsas
Menno van Elsas (Hilversum, 10 januari 1992) is een Nederlands voormalig voetballer die als aanvaller voor SC Veendam speelde.

## Carrière
Menno van Elsas speelde in de jeugd van SV 's-Graveland en sc Heerenveen. In 2012 maakte hij de overstap naar SC Veendam, waar hij in het betaald voetbal debuteerde. Dit was op 29 oktober 2012, in de met 3-1 gewonnen uitwedstrijd tegen Almere City FC. Hij kwam in de 90e minuut in het veld voor Lars Hutten. Na het faillissement van SC Veendam in 2013 vertrok Van Elsas naar VVOG, waar hij één seizoen speelde maar moest stoppen met voetballen na twee kruisbandblessures.

### Statistieken
| Seizoen                      | Club           | Land           | Competitie     | Competitie | Competitie | Beker | Beker | Totaal | Totaal |
| Seizoen                      | Club           | Land           | Competitie     | Wed.       | Dlp.       | Wed.  | Dlp.  | Wed.   | Dlp.   |
| ---------------------------- | -------------- | -------------- | -------------- | ---------- | ---------- | ----- | ----- | ------ | ------ |
| 2012/13                      | SC Veendam     | Nederland      | Eerste divisie | 1          | 0          | 0     | 0     | 1      | 0      |
| Carrièretotaal               | Carrièretotaal | Carrièretotaal | Carrièretotaal | 1          | 0          | 0     | 0     | 1      | 0      |
| Bijgewerkt op 4 januari 2018 |                |                |                |            |            |       |       |        |        |